# Zellhausen (Freising)

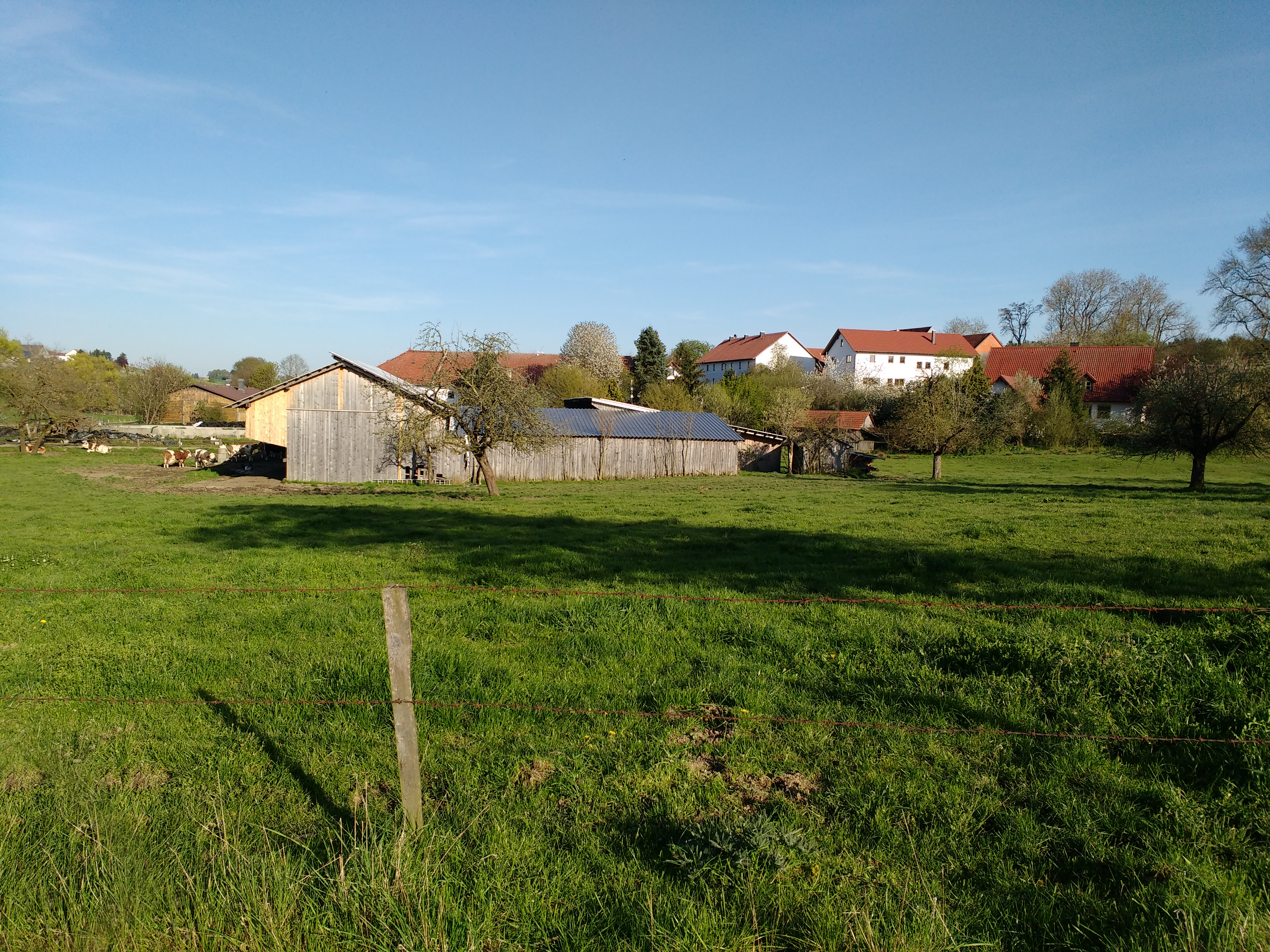
Zellhausen von Westen

Zellhausen ist ein Ortsteil der Großen Kreisstadt Freising im oberbayerischen Landkreis Freising.

## Lage
Der Weiler Zellhausen liegt etwa drei Kilometer nördlich der Stadtmitte von Freising, nur wenige hundert Meter südöstlich von Tüntenhausen. 

## Geschichte
Zellinhusa wird 948/957 in Zusammenhang mit einem Landtausch Bischof Lantperts von Freising erwähnt. Die Herrschaft über Zellhausen war mehrere Jahrhunderte umstritten. 1643 wurde festgelegt, dass Zellhausen zum Burgfrieden der Stadt Freising und damit zum Hochstift Freising und nicht zu Bayern gehört. Dieser Status blieb bis zur Säkularisation in Bayern erhalten. Ab 1818 war Zellhausen Teil der Gemeinde Tüntenhausen. Diese Gemeinde wurde am 1. Juli 1972 in die Kreisstadt Freising eingegliedert.